# Гринтоп (Мисури)
Гринтоп (енгл. Greentop) град је у америчкој савезној држави Мисури.

## Демографија
По попису из 2010. године број становника је 442, што је 15 (3,5%) становника више него 2000. године.
| Група             | 2000.       | 2010.       |
| Белци             | 414 (97,0%) | 435 (98,4%) |
| Афроамериканци    | 0 (0,0%)    | 0 (0,0%)    |
| Азијати           | 4 (0,9%)    | 3 (0,7%)    |
| Хиспаноамериканци | 4 (0,9%)    | 4 (0,9%)    |
| Укупно            | 427         | 442         |